# ليسي سانتوس
ليسي ماريا سانتوس هيريرا (من مواليد 16 مايو 1996) هي لاعبة كرة قدم كولومبية محترفة تلعب كلاعب خط وسط في نادي واشنطن سبيريت في الدوري الوطني لكرة القدم للسيدات والمنتخب الكولومبي. حققت سانتوس بطولة الرابطة الوطنية لألعاب القوى للكليات الجامعية مع فريق آيوا سنترال قبل الانضمام إلى سانتا في في دوري كرة القدم النسائي الكولومبي الجديد في عام 2017. في عام 2019، وقعت عقدًا مع نادي أتليتكو مدريد من الدرجة الأولى، حيث فازت بكأس السوبر وكأس الملكة في خمسة مواسم مع النادي.
ظهرت سانتوس لأول مرة على المستوى الدولي مع منتخب كولومبيا في عام 2014.